# Johann Wilhelm Gröninger
Johannes Wilhelm Gröninger (* 1675/77 in Münster; † 1724 in Billerbeck) war ein deutscher Bildhauer des Spätbarock, der vor allem in Westfalen wirkte.
Johann Wilhelm war der Sohn von Johann Mauritz Gröninger. Nach dem Tod des Vaters, von dessen Stil er beeinflusst war, übernahm er dessen Werkstatt. Darüber hinaus zeigen seine Werke schon deutliche Anzeichen des eleganten, zierlichen Rokokos.

## Leben und Werke

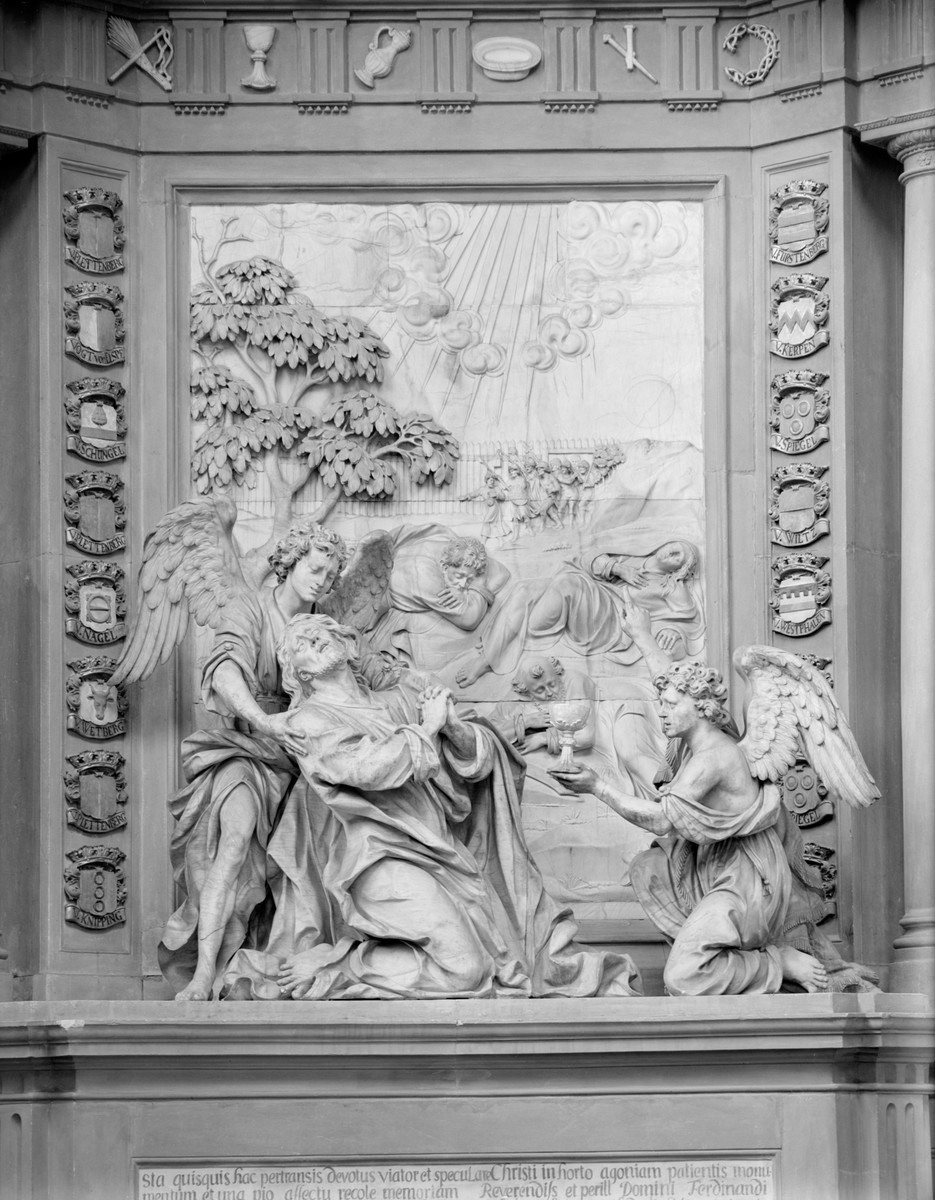
Epitaph des Domherrn Ferdinand von Plettenberg im Dom zu Münster

Nach seiner Wanderschaft ließ Gröninger sich zwischen 1701 und 1704 in Münster nieder und arbeitete zunächst mit dem Vater zusammen (Altäre im Trierer Dom, 1701/03), um 1709/10 zog er nach Billerbeck um. 
Seine wichtigste Arbeit war die Vollendung des Grabmals Ferdinands von Plettenberg († 1712, Münster, St.-Paulus-Dom, Johanneschor) in der Nachfolge seines Vaters. Dazu kommen der Gerdemann-Altar aus dem Jahr 1722 im Münsteraner St.-Paulus-Dom sowie Brückenplastiken und Gartenplastiken in Alabaster, Stein und Holz. Im Jahr 1721 fertigte er antike Götterfiguren für das Schloss Nordkirchen an. Vier Statuen der Kirchenväter Hieronymus, Ambrosius, Augustinus und Gregor der Große schuf er ursprünglich für die Kapelle der Burg Hülshoff. Ihr Auftraggeber, Heinrich Johann I. Droste zu Hülshoff (1677–1739) stiftete sie für die Kirche St. Pantaleon (Roxel), wo sie sich noch befinden. Von 1717 ist das Hüchtenbruch-Epitaph in der evangelischen Kirche Hünxe mit reichem heraldischem Schmuck und drei Bildnisbüsten.
Ausgestellt sind Arbeiten Gröningers unter anderem im LWL-Landesmuseum für Kunst und Kulturgeschichte in Münster.